# Lagotis clarkei
Lagotis clarkei là một loài thực vật có hoa trong họ Mã đề. Loài này được Hook. f. mô tả khoa học đầu tiên năm 1885.